# Billbergia rubicunda
Espèce
Classification phylogénétique
Billbergia rubicunda est une espèce de plantes à fleurs de la famille des Bromeliaceae, endémique du Suriname.

## Distribution
L'espèce est endémique du Suriname.

## Description
L'espèce est épiphyte.